# Great Dismal Swamp

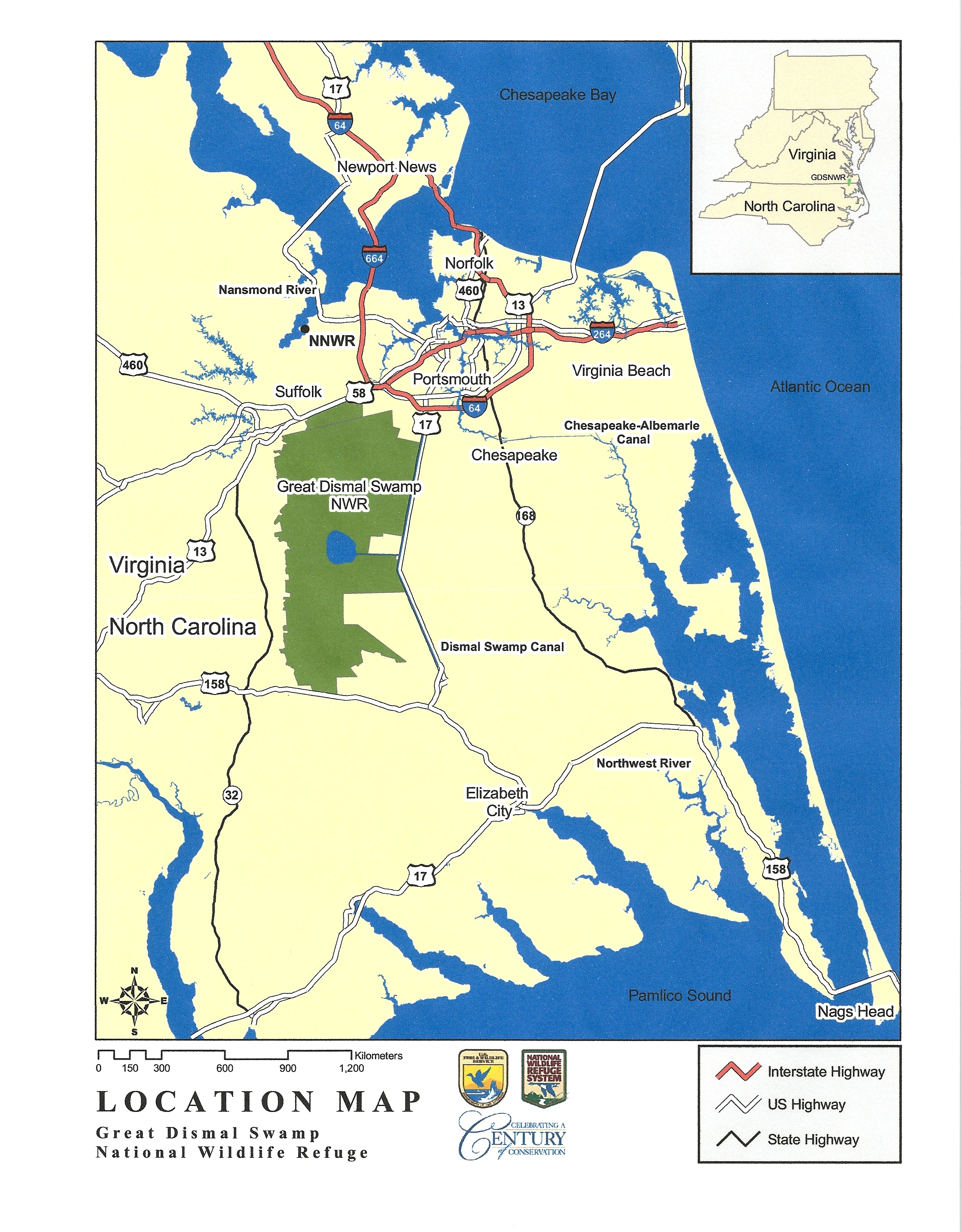
ligging van het Great Dismal Swamp

Het Great Dismal Swamp (letterlijk vertaald “Groot Akelig Moeras”) is een moerasachtige regio op de kustvlakte van zuidoost Virginia en noordoost North Carolina, tussen Norfolk en Elizabeth City, North Carolina in de Verenigde Staten. Het is een van de vele moerassen langs de kust van de Atlantische Oceaan.
Essentieel voor het ecosysteem van het moeras zijn de waterreserves, de lokale vegetatie en de vele diersoorten die er leven. Zijn ecologische significantie en zijn rijke geschiedenis maken van het Great Dismal Swamp een unieke wildernis. Het is een van de grootste stukken natuur in het oosten van de Verenigde Staten.
Houtkap en vele andere menselijke activiteiten hebben in de afgelopen eeuwen het ecosysteem aangetast. In 1973 werd het Great Dismal Swamp National Wildlife Refuge opgericht. Het moeras is nu een beschermd natuurgebied met een oppervlakte van 500 km² aan moerasland. Lake Drummond, een meer met een oppervlakte van 13 km², bevindt zich in het hart van dit natuurgebied.

## Geschiedenis
Wetenschappers geloven dat het Great Dismal Swamp is ontstaan toen het continentaal plat zijn laatste grote verschuiving maakte. Het moeras bestaat vooral uit laagveen en water.
De oorsprong van Lake Drummond, een van de slechts twee natuurlijke meren in Virginia, is niet helemaal duidelijk. Wetenschappers denken dat het meer kan zijn ontstaan door de inslag van een meteoriet vanwege de ovale vorm. Anderen geloven dat er een enorme veenbrand heeft plaatsgevonden zo’n 3.500 tot 6.000 jaar geleden. Indiaanse legendes praten over de “vuurvogel”, die het meer zou hebben gemaakt.
Er is archeologisch bewijs dat al 13.000 jaar geleden mensen in het moeras verbleven. In 1650 woonden er indianen in het Great Dismal Swamp, maar de immigranten toonden er weinig belangstelling voor. In 1665 was William Drummond de eerste Europeaan die het meer onderzocht, wat daarna naar hem vernoemd werd. In 1728 leidde William Byrd II een landmeetexpeditie het moeras in om de grens tussen Virginia en Noth Carolina vast te stellen. In 1763 bezocht George Washington het gebied, en stichtte de Dismal Swamp Land Company. Deze had tot taak om het moeras droog te leggen en houtkap op te zetten. Na 1805 vond er in het gebied meer en meer houtkap plaats.

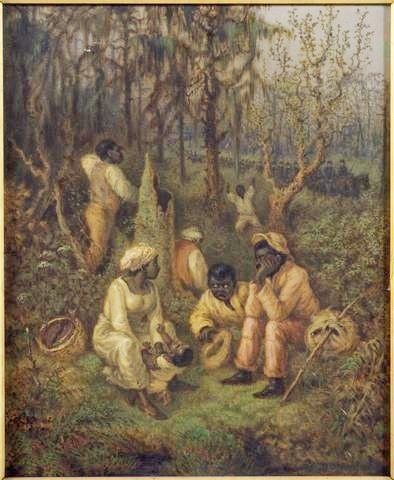
Gevluchte slaven in het Dismal Swamp, Virginia
David Edward Cronin, 1888

Voor en tijdens de Amerikaanse Burgeroorlog was het Great Dismal Swamp een schuilplaats voor veel weggelopen slaven uit de omliggende gebieden. Sommigen geloven dat er minstens 1000 slaven in het moeras verbleven. Dit was een onderwerp van Dred: A Tale of the Great Dismal Swamp, Harriet Beecher Stowe’s vervolg op De negerhut van Oom Tom.
Hoewel alle pogingen het moeras droog te leggen faalden, was de houtkap wel succesvol. De houtkap ging door tot 1976. Het hele moeras is minimaal 1 keer gekapt, en verschillende bosbranden hebben ook delen van het moeras verwoest. Het Great Dismal Swamp is in de afgelopen twee eeuwen drastisch veranderd door toedoen van de mens. Het huidige oppervlak van het moeras is nog minder dan de helft van wat het ooit was.
Voordat het gebied beschermd werd, werden er veel wegen aangelegd voor de houtkap. Deze wegen verstoorden de natuurlijke hydrologie van het moeras. Ook blokkeerden de wegen de waterstromen in het moeras zelf.

## Bescherming
In het midden van de 20e eeuw begonnen natuurbeschermers uit heel Amerika te eisen dat er iets gedaan zou worden om wat er nog over was van het Great Dismal Swamp te beschermen. In 1973 schonk de Union Camp Company, die al sinds begin 20e eeuw grote stukken van het moeras bezat, 198 km² van het moeras aan de Nature Conservancy.
De Great Dismal Swamp National Wildlife Refuge werd officieel opgericht in 1974.
Het primaire doel van het huidige natuurgebied is om de biodiversiteit zoals die bestond voordat de mens het moeras begon te verwoesten te herstellen.